# New General Catalogue
O Novo Catálogo Geral de Nebulosas e Aglomerados de Estrelas (em inglês: New General Catalogue of Nebulae and Clusters of Stars), Novo Catálogo Geral (em inglês: New General Catalogue, NGC) ou Catálogo de Objetos NGC, é um catálogo astronômico de objetos de espaço profundo publicado por John Dreyer em 1888. O compilado é uma extensão do Catálogo de Nebulosas e Aglomerados de Estrelas (CN), publicado por William e Caroline Herschel em 1786, e do Catálogo Geral de Nebulosas e Aglomerados de Estrelas (GC), publicado por John Herschel em 1864. O NGC possui um total de 7840 objetos catalogados, incluindo principalmente galáxias, nebulosas e aglomerados estelares. Em 1895 e 1908, Dreyer publicou complementos ao NGC, denominados  Index Catalogues (IC), com a descrição de 5386 objetos adicionais.
Com o objetivo de corrigir erros presentes no catálogo original, três versões revisadas foram publicadas. O Revised New General Catalogue (RNGC) foi publicado por Jack Sulentic e William Tifft em 1977. O NGC 2000.0 foi publicado por Roger Sinnott em 1988. Por fim, o Revised New General and Index Catalogue foi publicado por Wolfgang Steinicke em 2011.